# Angelim-da-mata
Angelim-da-mata (nome científico: Hymenolobium excelsum), também popularmente conhecido como angelim-amarelo, angelim-comum, angelim-do-pará, angelim-fava, angelim-pedra, angelim-rosa, mirarema, faveira-preta, é uma espécie de plantas da família das fabáceas encontrada no Brasil.

## Distribuição e habitat
O angelim-da-mata é nativo da bacia do rio Amazonas e é encontrado desde Manaus, no Amazonas, até Belém, no Pará. Habita zonas com mata de terra firme.

## Descrição
O angelim-da-mata é uma árvore tropical de grande porte típica de florestas primárias, onde alcança o dossel superior ou emergente. Possui lenticelas na casca, que quando a espécie atinge a velhice ficam mais visíveis. Sua casca se desprende em placas grandes e coriáceas. Na base do tronco são identificadas sapopemas que medem de 0,7 a três metros de comprimento. De sua casca sai uma resina pegajosa, cuja cor é vermelha ou mel, de odor adocicado. Suas folhas são imparipinadas e alternadas e têm estípulas como brácteas junto à base das folhas. Seus folíolos, que medem de 0,5 a 2,5 centímetros de comprimento e de 3 a 8 milímetros de largura, são os menores entre as espécies do gênero Hymenolobium.

## Conservação
O angelim-da-mata ocorre em várias listas de conservação do Brasil. Em 2007, foi classificada como vulnerável na Lista de espécies de flora e fauna ameaçadas de extinção do Estado do Pará; como vulnerável na Portaria MMA N.º 444 de 17 de dezembro de 2014 e na Lista Vermelha de Ameaça da Flora Brasileira 2014 do Centro Nacional de Conservação da Flora (CNCFlora); e como vulnerável na Lista Oficial de Espécies da Flora Brasileira Ameaçadas de Extinção - Anexo 1 Portaria MMA N.º 148, de 7 de junho de 2022.